# ایسوس سری اچ۶۱
ایسوس سری اچ۶۱ (به انگلیسی: Asus H61 series) نام یک سری از مادربرد های تولید شده توسط ایسوس است که همگی آنها از چیپست اینتل اچ۶۱ استفاده می کنند.